# Jerzy Skrobot
Jerzy Roman Skrobot (ur. 7 maja 1943 w Busku-Zdroju) – polski dziennikarz, publicysta, popularyzator kultury i sztuki, a także działacz spółdzielczy.

## Życiorys
W 1968 ukończył studia z zakresu filologii polskiej na Uniwersytecie Jagiellońskim. W latach 1967–1991 był dziennikarzem radiowym rozgłośni krakowskiej rozgłośni Polskiego Radia. Prowadził wykłady na podyplomowym studium dziennikarskim UJ oraz w Wyższej Szkole Pedagogicznej w Krakowie. Na początku lat 90. nawiązał regularną współpracę z prasą polonijną w Stanach Zjednoczonych, w tym z „Dziennikiem Związkowym”.
Autor licznych radiowych reportaży i dokumentów biograficznych poświęconych m.in. pisarzom, poetom i artystom. Publikował reportaże również w prasie (m.in. w „Dzienniku Polskim”, „Przekroju”, „Gazecie Krakowskiej” i „Życiu Literackim”). Członek Stowarzyszenia Dziennikarzy Polskich, następnie Stowarzyszenia Dziennikarzy PRL/RP. Od lat 90. związany również z Krakowskim Bankiem Spółdzielczym jako komisarz galerii malarstwa tego banku i członek rady nadzorczej.

## Odznaczenia i wyróżnienia
- Krzyż Komandorski Orderu Odrodzenia Polski (2012)[3]
- Krzyż Oficerski Orderu Odrodzenia Polski (2005)[4]
- Krzyż Kawalerski Orderu Odrodzenia Polski (1999)[5]
- Złoty Krzyż Zasługi
- Medal 40-lecia Polski Ludowej
- Odznaka „Zasłużony Działacz Kultury”[6]
- Odznaka „Honoris Gratia”[7]
- Złoty Mikrofon[1].
- Nagroda Krakowska Książka Miesiąca za Kształty pamięci. Rzecz o Marianie Koniecznym (wrzesień 2009)